# Fred Vargas
Frédérique Audoin-Rouzeau (Párizs, 1957. június 7. –) álnevén Fred Vargas, francia történész, régész és regényírónő.
Szakterülete a középkori pestisjárványok. A 2006, 2008 és 2009-es években detektívregényei a Brit Krimiírók Szövetségétől (Crime Writers Association) három nemzetközi díjat is nyertek. Az első szerző, akit ilyen megtiszteltetést ért. Műveit Siân Reynolds fordította angolra, aki szintén részesedett az említett elismerésben. 

## Régészként
1988-ban lépett be a Francia Tudományos Kutatási Központba (Centre national de la recherche scientifique, CNRS). Később csatlakozott a Pasteur Intézethez mint eukarióta kutató. A bubópestis járványtani kutatásában vett részt, tudományos munkája 2003-ban került publikálásra A pestis eredete (Les chemins de la peste) címen.

## Íróként
Többnyire rendőrségi krimiket jelentet meg. Az írást kikapcsolódásnak tekinti, ahol szabadon foglalkozhat érdeklődési körével. Művei Párizsban játszódnak: Adamsberg főfelügyelő és csapatának kalandjaiba enged betekinteni. Középkor iránti érdeklődése műveiben is megjelenik, különösen Marc Vandoosler karakterén keresztül.

## Művei
- Série Les Évangélistes
  - 1995 – Debout les morts (Prix Mystère de la critique; CWA International Dagger)
  - 1996 – Un peu plus loin sur la droite
  - 1997 – Sans feu ni lieu
- Commissaire Adamsberg
  - 1991 – L’homme aux cercles bleus (CWA International Dagger)
  - 1999 – L'Homme à l'envers (Prix Mystère de la critique)
  - 2000 – Les quatre fleuves
  - 2001 – Pars vite et reviens tard (Prix des libraires)
  - 2002 – Coule la Seine
  - 2004 – Sous les vents de Neptune (CWA International Dagger)
  - 2006 – Dans les bois éternels
  - 2008 – Un lieu incertain
  - 2011 – L'armée furieuse (CWA International Dagger)
  - 2015 – Temps glaciaires
  - 2017 – Quand sort la recluse

További regényei
- 1986 – Les Jeux de l'amour et de la mort (Prix du festival de Cognac)
- 1994 – Ceux qui vont mourir te saluent

Esszék és más művek
- 2001 – Petit Traité de toutes vérités sur l'existence
- 2003 – Critique de l'anxiété pure
- 2004 – La Vérité sur Cesare Battisti

## Magyarul megjelent művei
- Messzire fuss, soká maradj! (Pars vite et reviens tard); ford. Gulyás Adrienn; Európa, Bp., 2004[14]T
- Talpra, halottak! (Debout les morts); ford. Orbán Gábor; Európa, Bp., 2012[15]

## Film- és/vagy sorozatadaptációk
- Lépj le hamar, és ne siess vissza! (Pars vite et reviens tard), 2007
- A tizennegyedik kő (Sous les vents de Neptune), 2008

## Fordítás
- Ez a szócikk részben vagy egészben  a   Fred Vargas című angol Wikipédia-szócikk ezen változatának fordításán alapul.  Az eredeti cikk szerkesztőit annak laptörténete sorolja fel. Ez a jelzés csupán a megfogalmazás eredetét és a szerzői jogokat jelzi, nem szolgál a cikkben szereplő információk forrásmegjelöléseként.